# Zodiaco

Posición de las constelaciones del zodiaco en la bóveda celeste.

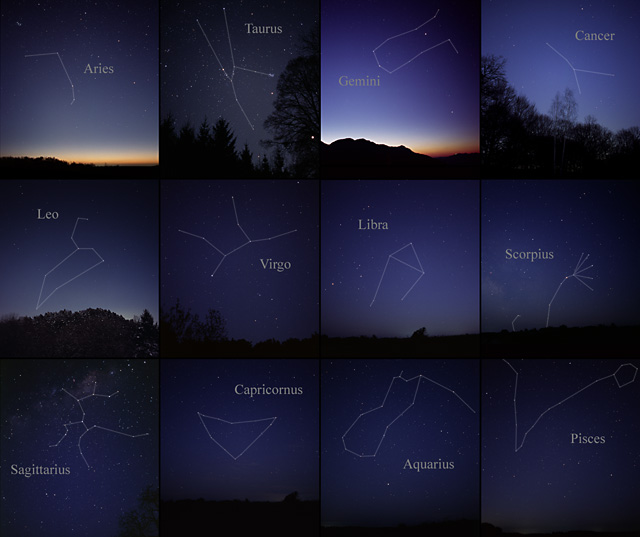
Constelaciones del zodiaco

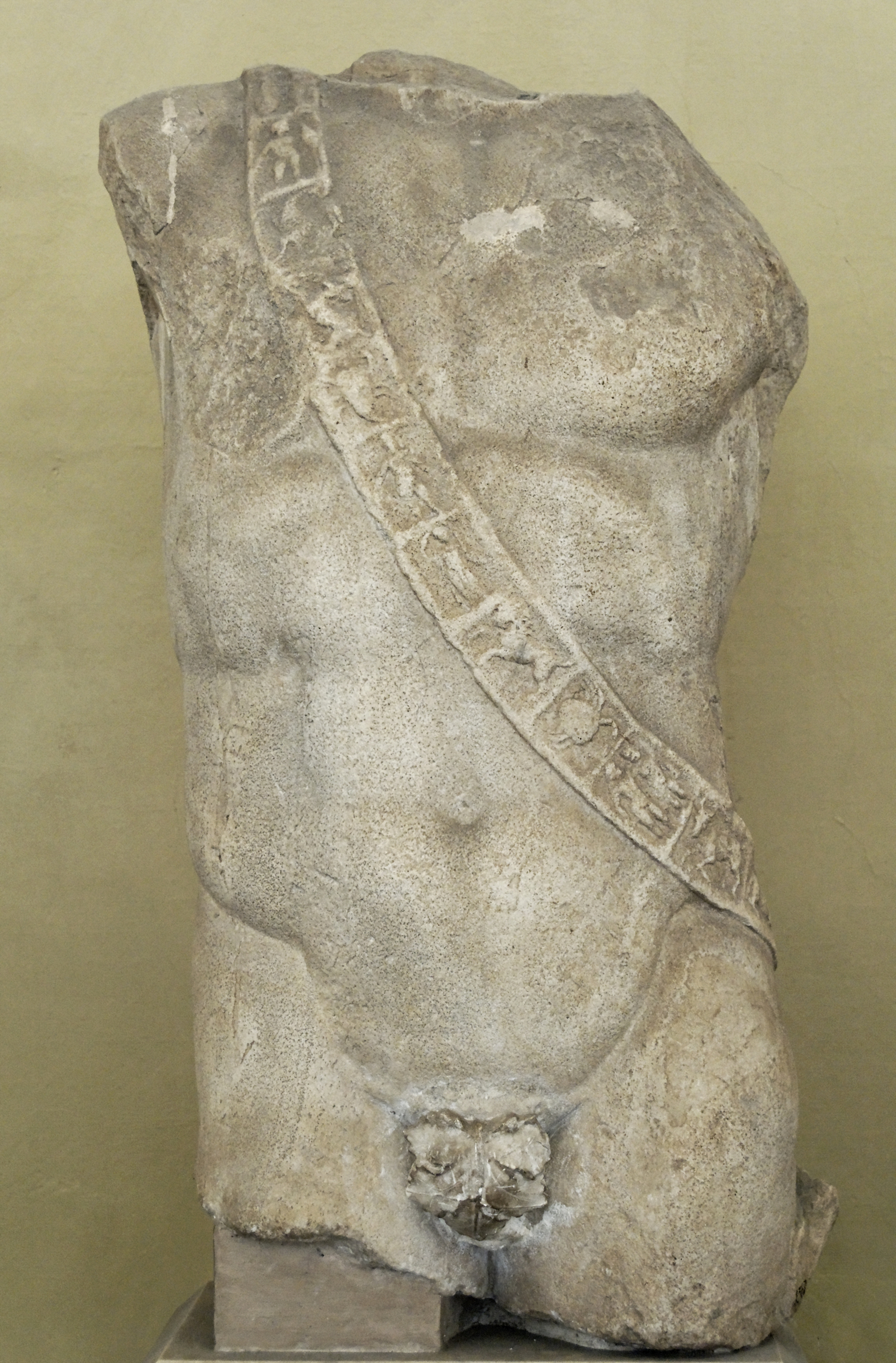
Torso romano de Helios con los signos del zodiaco en una banda

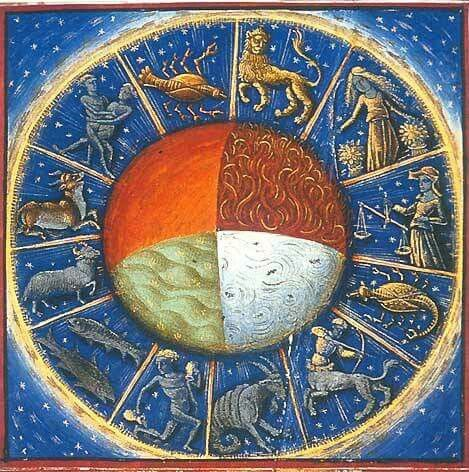
Signos del zodiaco en una miniatura medieval

El zodiaco o zodíaco («zodiaco» puede escribirse con o sin tilde) es una región del cielo en forma de cinturón o banda de la esfera celeste que se extiende aproximadamente 8° al norte y al sur (medido en latitud celeste) de la eclíptica, que es la trayectoria aparente del Sol a través de la esfera celeste a lo largo del año. Los caminos orbitales de la Luna y los planetas principales están dentro del cinturón del zodíaco.
En la astrología occidental, se utiliza el zodíaco tropical basado en la división de la eclíptica en doce partes iguales de 30 grados, que se realiza para determinar los doce signos zodiacales tradicionales. Las doce divisiones de 30 grados, llamadas signos zodiacos, inician y terminan en el punto Aries.Por lo anterior, las fechas en las que el sol está dentro de los límites de una constelación astronómica no corresponden a las fechas en las que está dentro de los límites de un signo astrológico en la astrología occidental.
Otras culturas con tradición astrológica como la china otorgan también una importancia especial a esta región del cielo, aunque definen un zodiaco diferente.

## Etimología
La división de la eclíptica en signos zodiacales se originó en la astronomía babilónica durante la primera mitad del primer milenio antes de Cristo.
El nombre zodiaco proviene del hecho de que la mayoría de estas constelaciones tienen nombres de animales, derivándose la palabra zodíaco de la palabra griega zoon ('animal'). Ortográficamente, es indistinto escribir zodíaco con tilde o zodiaco sin ella, de acuerdo con el Diccionario de la lengua española de la Real Academia Española.
Isaac Newton propuso la teoría de que los doce nombres de las antiquísimas constelaciones zodiacales rendían homenaje al mito de Jasón y los argonautas y su viaje en pos del vellocino de oro. Así Aries hace referencia al propio vellocino, Leo al héroe Heracles (Hércules romano), que vestía la piel del león de Citerón, Géminis a los gemelos Cástor y Pólux, Virgo a la sacerdotisa del templo donde se custodiaba el vellocino, etc.
En la realidad provienen de las constelaciones babilonias, que las recopilaron en colecciones como el MUL.APIN (𒀯𒀳). Por ejemplo, Tauro es el Toro Celestial mesopotámico; Leo es literalmente «el león»; Capricornio es la «cabra-pez» de Enki y Scorpio es el escorpión. MUL (𒀯) es un predeterminativo que significa «constelación».
La versión griega es como sigue:

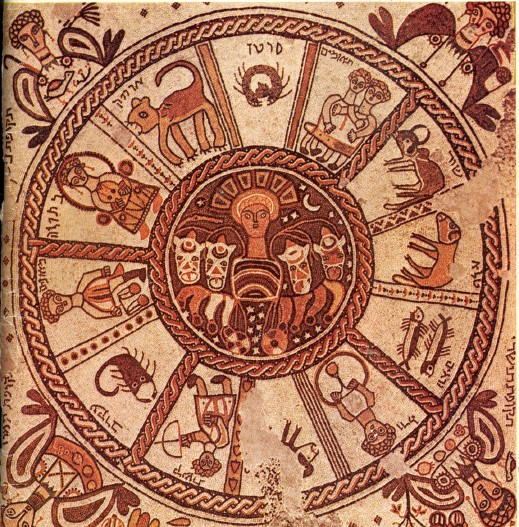
Marianos y Janina, Mosaico bizantino de la Sinagoga Beit Alfa, siglo VI. La composición incorpora los doce motivos zodíacos por ser coincidentes con los doce meses del calendario hebreo. La presencia del motivo central del sol tiene aquí una justificación de orden astronómico (y no religioso). Las cuatro figuras de las esquinas representan los cuatro hitos del año, solsticios y equinoccios. Kibutz Beit Alfa, Israel.

- Aries: el carnero con el que viajaron Frixio y Hele, cuando salieron de su país natal para llegar a la Cólquide. Fue posteriormente el vellocino de oro.

- Tauro: existen dos versiones:
  1. El Toro de Creta, una bestia mítica que habitaba en aquella zona.
  2. La forma que adoptó Zeus cuando raptó a Europa.

- Géminis: los gemelos Cástor y Pólux. Pólux era inmortal, no así su hermano Cástor. Cuando Cástor murió, Pólux ofreció su inmortalidad por salvar a su hermano.

- Cáncer: el cangrejo que envió Hera a ayudar a la Hidra de Lerna, cuando ésta luchaba contra Heracles.
- Leo: el León de Nemea, muerto a manos de Heracles, que lo estranguló, pues su piel era impenetrable. El héroe lo despellejó con sus propias garras (lo único que podía herirlo) y se quedó la piel como su símbolo.

- Virgo: el mito es el de Astrea, hija de Zeus y Temis. Ayudó a su padre como portadora de los rayos durante la guerra con los titanes. En recompensa a su lealtad, Zeus la subió al cielo y situó entre las estrellas, dando origen a esta constelación y fin a la presencia entre los humanos de la última inmortal de la Edad Dorada.

- Libra: se asocia a la diosa Astrea. Hasta los tiempos de Augusto, las estrellas de Libra formaban parte de las pinzas de Escorpio, pues se consideraban once signos zodiacales.[13] No obstante, Libra ya era conocida por la astronomía mesopotámica como MUL Zibanu (la balanza), atributo del dios Shamash, custodio de la justicia.[14]

- Escorpio: Escorpión que la diosa Artemisa envió contra el gigante cazador Orión. Orión lo pisó y el escorpión le clavó el aguijón. Ambos murieron y Zeus puso a cada uno en frente del otro, para que no se peleasen.

- Sagitario: el centauro Quirón, médico de los médicos, cansado de su condición de inmortal, decidió cambiarla por la salvación de Prometeo. Cuando el trato estuvo formalizado, Prometeo le preguntó «¿Por qué lo has hecho? Ahora que estás muerto, por mucho que te canses, no vas a poder cambiarlo...»

- Capricornio: representación de la Cabra Amaltea, la que amamantó a Zeus cuando su madre Rea lo escondió de la vista de su padre Cronos.

- Acuario: el joven Ganímedes, el escanciador de los dioses en el Olimpo. Un joven de extremada belleza que consiguió el amor del dios Zeus.

- Piscis: cuando los dioses huyeron del titán Tifón, muchos adoptaron formas animales. Eros y Afrodita lo hicieron en forma de peces y fueron pescados por un pescador. Otras fuentes dicen que fueron los malditos Cadmo y Harmonía los que fueron pescados.

### Definición
El concepto de zodiaco fue originariamente propuesto por los babilonios, antes del 2000 a. C., como un calendario con el que visualizar el paso del tiempo. 

El significado original de zooidion, que es un diminutivo de zoon, es una figura pequeña, pintada o tallada, y así los usa Heródoto (Historias, I.7o). Más tarde se le dio también a grandes figuras. Lo usa por primera vez Aristóteles... El término zodiaco deriva, por tanto, de las figuras pintadas en él, y es un error etimológico, muy común, perpetuado en el alemán Tierkries, suponer que las figuras deben ser de animales.
E. J. Webb, Los nombres de las estrellas.

## Astrología
En astrología las constelaciones del zodiaco definen los doce signos zodiacales.
Zona o franja celeste por cuyo centro pasa la eclíptica u órbita que describe la Tierra en su movimiento alrededor del Sol y que contiene las doce constelaciones o signos.
Realmente el zodiaco de la astrología no está compuesto por las constelaciones zodiacales sino por los signos astrológicos que forman el llamado horóscopo. Las constelaciones del zodiaco son los grupos de estrellas cortados por el plano de la órbita de la Tierra proyectado en el espacio interestelar, y los signos son arquetipos (en la memoria) con los que los astrólogos definen la personalidad del individuo y están asociados a 12 meses astrológicos de más o menos 30 días del año natural. Esos 12 meses forman el año astrológico, y su primer día coincide con el equinoccio de primavera o vernal en el Hemisferio Norte, cuando el Sol está al comienzo de la constelación de Piscis, y de ahí que en astronomía se hable del Puntero de Piscis. Mientras, astrológicamente es el día 1.º del primer mes/signo (Aries) del año astrológico, y de ahí que en astrología se hable del Puntero de Aries. Ambos punteros son el mismo concepto aunque con diferentes nombres, uno el astronómico y otro el astrológico. La cultura hindú, persa y bahá'í también inician su año en el equinoccio vernal. En el calendario gregoriano el 1.º de Aries corresponde al 21 de marzo, y como las fechas astrológicas se datan según la forma gregoriana, de ahí que cada mes astrológico se feche en formato gregoriano desde más o menos el día 21 de un mes gregoriano hasta más o menos el 21 del siguiente mes. Pero los meses y sus signos astrológicos no tienen correspondencia con la longitud de las constelaciones zodiacales, y mientras el número de los meses/signos es 12, el de constelaciones zodiacales es 13 con Ofiuco, que sí es un signo astrológico oriental sideral, pero no del horóscopo occidental, o 14 con Cetus. Lo único que las constelaciones del Zodiaco y los signos astrológicos del horóscopo tienen en común es los nombres, pero eso no significa que sean lo mismo.
Un ejemplo de inexistencia de correspondencia es entre el mes/signo astrológico de Escorpio y la constelación de Escorpio. En el mapa astrológico el mes/signo de Escorpio abarca 30 días desde el 23 de octubre al 22 de noviembre mientras astronómicamente el Sol transita por el último cuarto de la constelación de Virgo y por toda la constelación de Libra. Es decir que durante el mes astrológico de Escorpio el Sol no pasa ante la constelación de Escorpio.

## Tabla de fechas
| N.º | Nombre en español / latín                         | Elemento (modalidad) | Símbolo | Duración (tropical)               | Domicilio | Gemas      |
| --- | ------------------------------------------------- | -------------------- | ------- | --------------------------------- | --------- | ---------- |
| 01  | Aries / Ariēs, el carnero                         | Fuego (cardinal)     |         | 21 de marzo - 20 de abril         | Marte     | Rubí       |
| 02  | Tauro / Taurus, el toro                           | Tierra (fijo)        |         | 21 de abril - 20 de mayo          | Venus     | Esmeralda  |
| 03  | Géminis / Gemini, los gemelos                     | Aire (mutable)       |         | 21 de mayo - 20 de junio          | Mercurio  | Perla      |
| 04  | Cáncer / Cancer, el cangrejo                      | Agua (cardinal)      |         | 21 de junio - 22 de julio         | Luna      | Diamante   |
| 05  | Leo / Leō, el león                                | Fuego (fijo)         |         | 23 de julio - 23 de agosto        | Sol       | Ámbar      |
| 06  | Virgo / Virgō, la virgen                          | Tierra (mutable)     |         | 24 de agosto - 22 de septiembre   | Mercurio  | Zafiro     |
| 07  | Libra / Lībra, la balanza                         | Aire (cardinal)      |         | 23 de septiembre - 23 de octubre  | Venus     | Ópalo      |
| 08  | Escorpio / Scorpiō, el escorpión                  | Agua (fijo)          |         | 24 de octubre - 22 de noviembre   | Plutón    | Topacio    |
| 09  | Sagitario / Sagittārius, el arquero               | Fuego (mutable)      |         | 23 de noviembre - 21 de diciembre | Júpiter   | Turquesa   |
| 10  | Capricornio / Căprĭcornus, la cabra de mar        | Tierra (cardinal)    |         | 22 de diciembre - 20 de enero     | Saturno   | Granate    |
| 11  | Acuario / Aquārius, el aguador o portador de agua | Aire (fijo)          |         | 21 de enero - 19 de febrero       | Urano     | Amatista   |
| 12  | Piscis / Piscēs, los peces                        | Agua (mutable)       |         | 20 de febrero - 20 de marzo       | Neptuno   | Aguamarina |

- Nota: Aries es la primera constelación del Zodíaco, comienza sus días el 21 de marzo, el primer día del año de muchos de los calendarios antiguos.

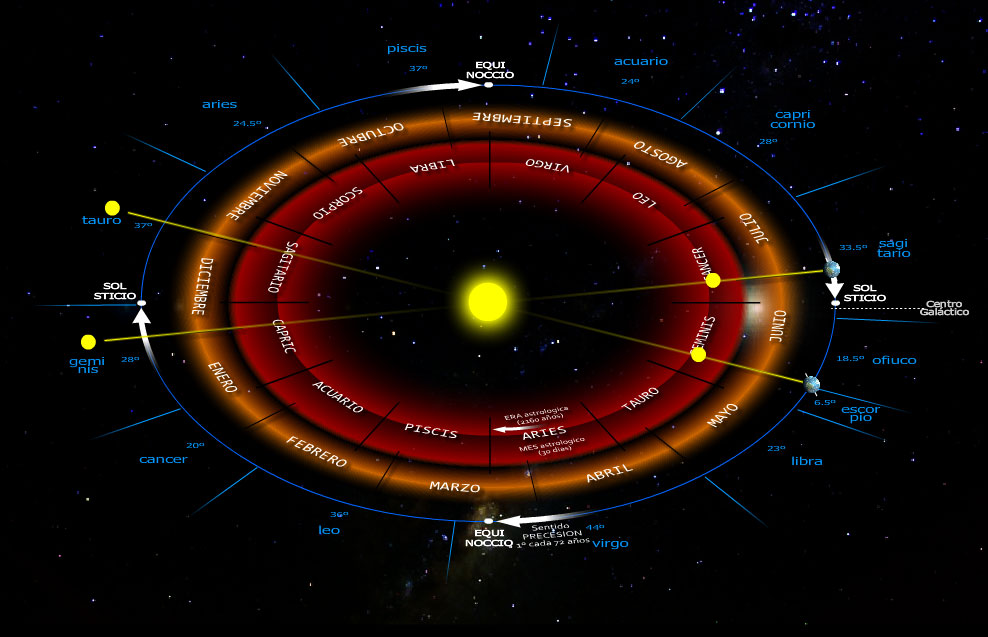
Una de las críticas más comunes a la astrología es que los signos zodiacales no coinciden con la posición astronómica de las constelaciones, este error procede de confundir signo y constelacion zodiacal que son dos conceptos distintos.

El número de días de cada mes/casa/signo del calendario y año astrológico se reparte de la siguiente manera:
- Mes de Aries: 30 días
- Mes de Tauro: 31 días
- Mes de Géminis: 31 días
- Mes de Cáncer: 30 días
- Mes de Leo: 33 días
- Mes de Virgo: 32 días
- Mes de Libra: 30 días
- Mes de Escorpio: 30 días
- Mes de Sagitario: 30 días
- Mes de Capricornio: 31 días
- Mes de Acuario: 29 días
- Mes de Piscis: 28 días

Así, hay un mes de 28 días, uno de 29, cuatro de 30, cuatro de 31, uno de 32 y uno de 33. El mes más corto es el de Piscis, y el más largo, el de Leo. Por su lado el calendario gregoriano (el civil) tiene siete meses de 31 días, cuatro de 30 y uno de 28.
La anterior tabla de meses y fechas civiles y astrológicas solapadas podemos verla gráficamente sobre la órbita de la Tierra. Considerando el inicio del año astrológico, día 1 de Aries, como la fecha de referencia por coincidir con un momento natural como el equinoccio vernal, los meses civiles del calendario romano gregoriano están desplazados respecto a los astrológicos.

## Arte

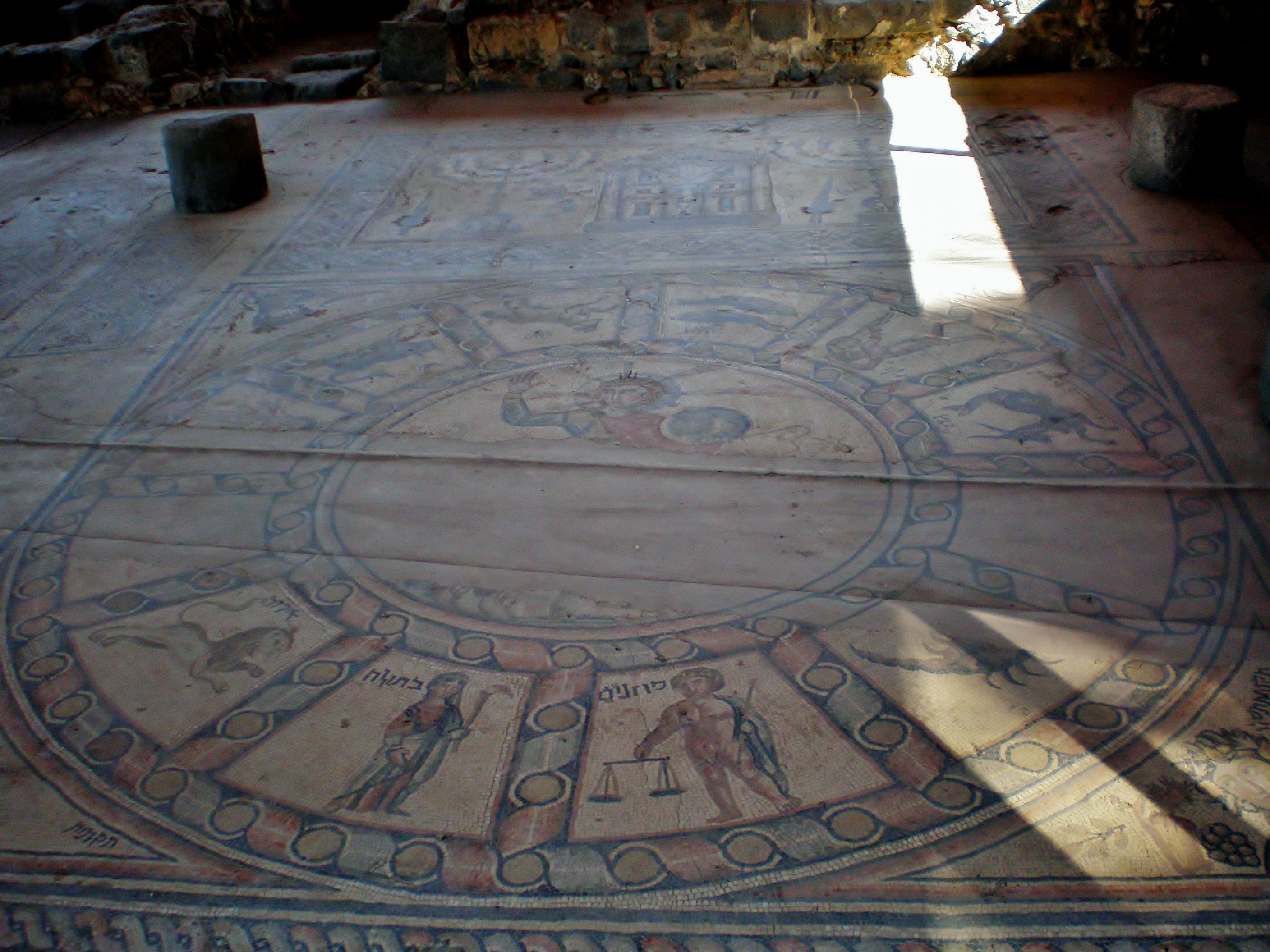
Mosaico hebreo bizantino, Sinagoga de Hamat Tiberias
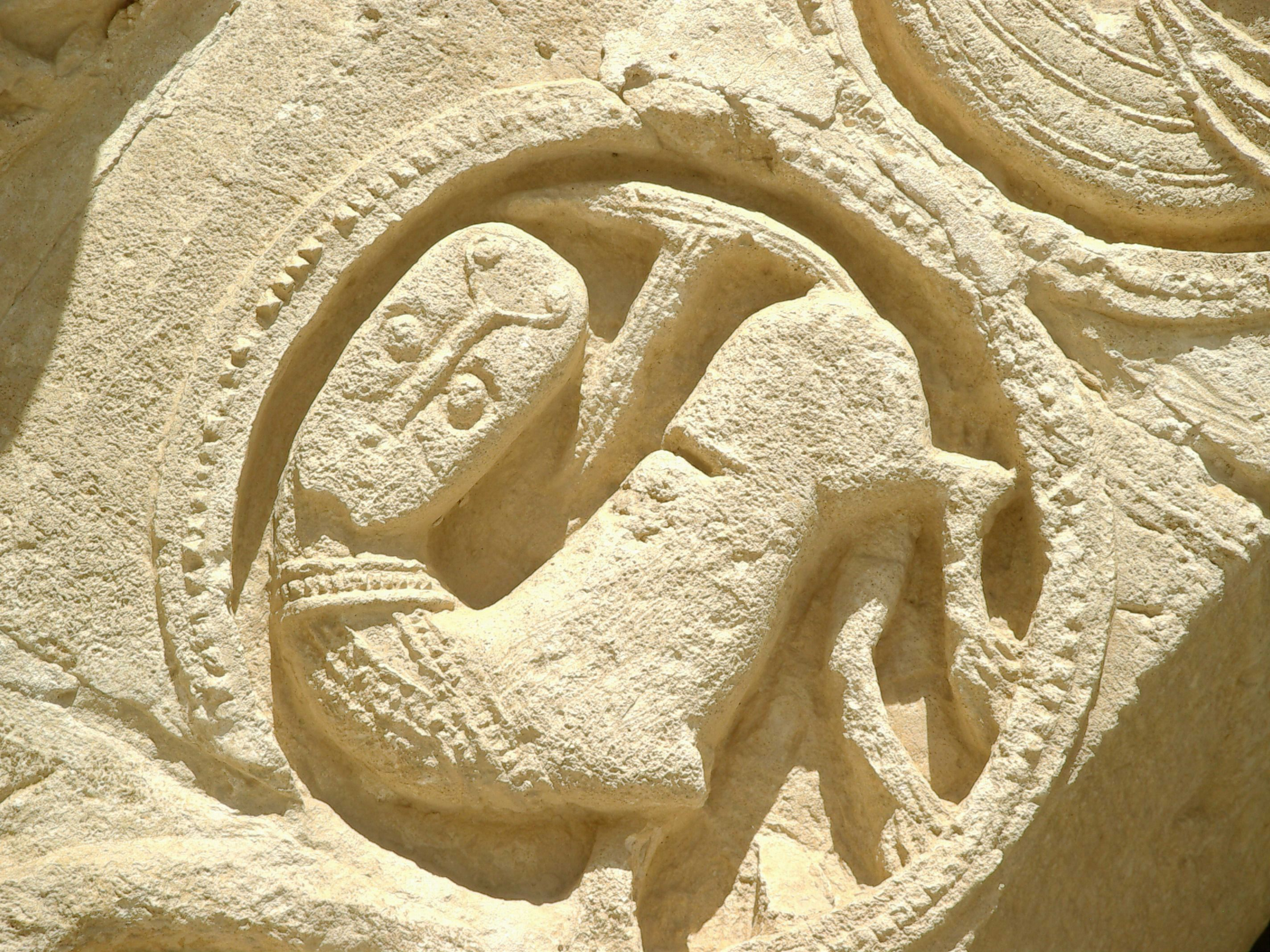
Sagitario, relieve románico, Iglesia de San Pedro en Miñón de Santibáñez.
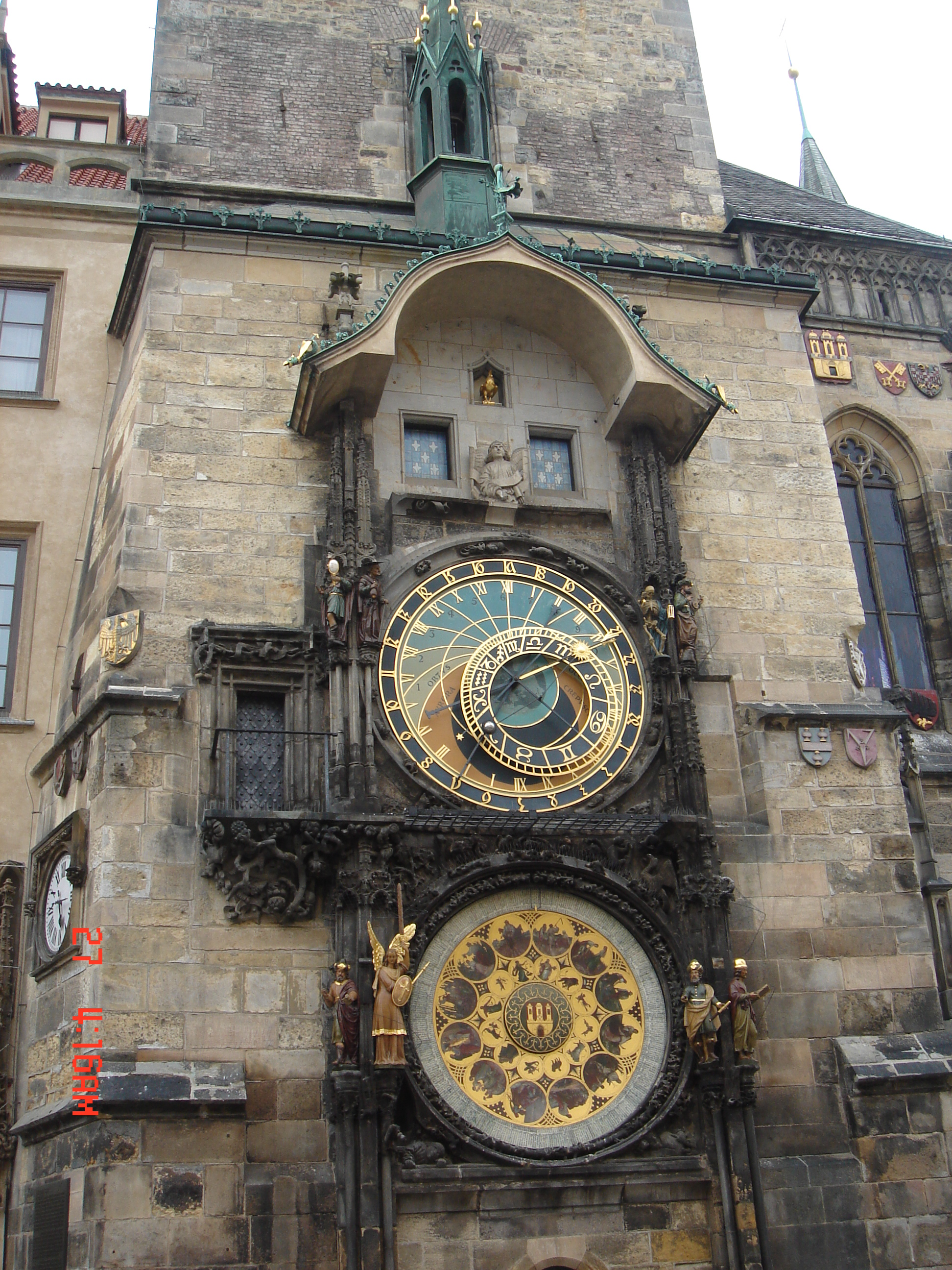
Reloj astronómico de Praga
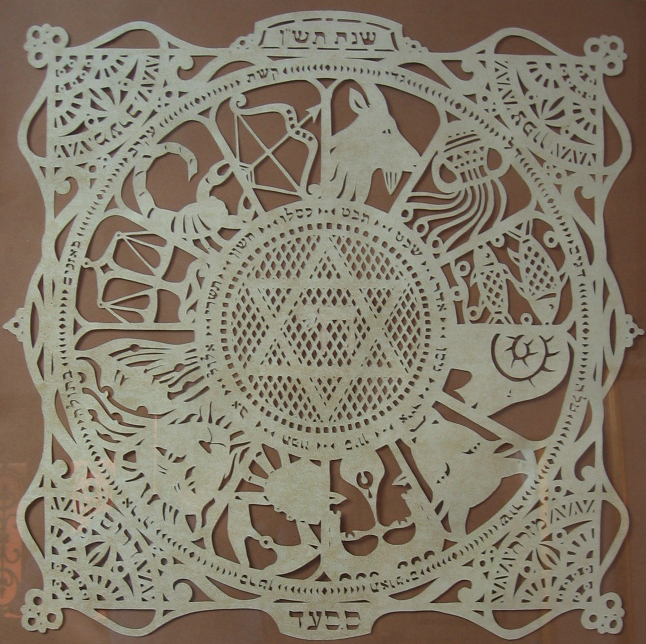
Estrella de David rodeada por los símbolos zodíacos en composición compleja, que incluye inscripciones hebreas y ornatos, silueta en papel recortado, 2008.